# Cupa României 1952
Der Cupa României in der Saison 1952 war das 15. Turnier um den rumänischen Fußballpokal. Sieger wurde zum vierten Mal in Folge CCA Bukarest, das sich im Finale am 7. Dezember 1952 gegen Flacăra Ploiești durchsetzen und damit zum zweiten Mal in Folge das Double gewinnen konnte.

## Modus
Die Klubs der Divizia A stiegen erst in der Runde der letzten 32 Mannschaften ein und mussten zunächst auswärts antreten. Es wurde jeweils nur eine Partie ausgetragen. Stand diese nach 90 Minuten unentschieden, folgte eine Verlängerung von 30 Minuten. Falls danach noch immer keine Entscheidung gefallen war, zog die Gastmannschaft in die nächste Runde ein.

## Sechzehntelfinale
| Datum              |                      | Ergebnis             |                          |
| ------------------ | -------------------- | -------------------- | ------------------------ |
| 7. September 1952  | Casa Armatei Craiova | 0:4 (0:2)            | Locomotiva Bukarest      |
| 10. September 1952 | Locomotiva Arad      | 2:1 (2:0)            | Metalul Câmpia Turzii    |
|                    | Dinamo Bacău         | 3:1 (1:1)            | Metalul Bukarest         |
|                    | Flacăra Câmpina      | 3:6 (1:4)            | Progresul Oradea         |
|                    | Locomotiva Craiova   | 1:3 n. V. (1:1, 0:1) | Spartac BRPR Bukarest    |
|                    | Flacăra Mediaș       | 2:1 n. V. (1:1, 1:0) | Dinamo Orașul Stalin     |
|                    | Flacăra Moreni       | 0:3 (0:0)            | CA Câmpulung Moldovenesc |
|                    | Locomotiva Oradea    | 3:1 (2:0)            | Flamura Roșie UT Arad    |
|                    | Înainte Sibiu        | 3:3 n. V. (2:2, 1:1) | Dinamo Bukarest          |
| 11. September 1952 | Flamura Roșie Bacău  | 0:2 (0:0)            | Flacăra Ploiești         |
|                    | Casa Armatei Cluj    | 0:3 (0:1)            | CCA Bukarest             |
|                    | Metalul Hunedoara    | 0:2 (0:1)            | Flacăra Petroșani        |
|                    | Metalul Oradea       | 3:1 (0:1)            | Locomotiva Târgu Mureș   |
|                    | Avântul Toplița      | 3:2 n. V. (2:2, 0:0) | Metalul Orașul Stalin    |
| 25. September 1952 | Progresul Satu Mare  | 0:5 (0:2)            | Știința Cluj             |
|                    | Locomotiva Timișoara | 2:1 n. V. (0:0, 0:0) | Știința Timișoara        |

## Achtelfinale
| Datum           |                       | Ergebnis             |                          |
| --------------- | --------------------- | -------------------- | ------------------------ |
| 1. Oktober 1952 | Locomotiva Arad       | 0:1 n. V.            | Progresul Oradea         |
|                 | Dinamo Bacău          | 2:6 (0:3)            | CCA Bukarest             |
|                 | Locomotiva Bukarest   | 1:3 (0:1)            | Flacăra Ploiești         |
|                 | Spartac BRPR Bukarest | 3:1 (2:1)            | Flacăra Petroșani        |
|                 | Flacăra Mediaș        | 2:3 (1:2)            | CA Câmpulung Moldovenesc |
|                 | Metalul Oradea        | 2:4 n. V. (2:2, 1:1) | Locomotiva Timișoara     |
|                 | Avântul Toplița       | 2:5 (0:3)            | Dinamo Bukarest          |
| 2. Oktober 1952 | Locomotiva Oradea     | 2:1 (2:0)            | Știința Cluj             |

## Viertelfinale
| Datum            |                  | Ergebnis  |                          |
| ---------------- | ---------------- | --------- | ------------------------ |
| 15. Oktober 1952 | CCA Bukarest     | 2:1 (0:1) | Locomotiva Oradea        |
|                  | Dinamo Bukarest  | 3:0 (1:0) | CA Câmpulung Moldovenesc |
|                  | Progresul Oradea | 3:0 (1:0) | Locomotiva Timișoara     |
|                  | Flacăra Ploiești | 3:2 (3:0) | Spartac BRPR Bukarest    |

## Halbfinale
| Datum            |                  | Ergebnis  |                  |
| ---------------- | ---------------- | --------- | ---------------- |
| 3. Dezember 1952 | CCA Bukarest     | 3:2 (2:1) | Dinamo Bukarest  |
|                  | Flacăra Ploiești | 4:0 (1:0) | Progresul Oradea |

## Finale
| Paarung          | CCA Bukarest – Flacăra Ploiești |
| Ergebnis         | 2:0 (1:0) |
| Datum            | 7. Dezember 1952 |
| Stadion          | Stadionul Republicii, Bukarest |
| Zuschauer        | 15.000 |
| Schiedsrichter   | Andrei Bölöni (Orașul Stalin) |
| Tore             | 1:0 Victor Moldovan (9.) 2:0 Nicolae Drăgan (56.) |
| CCA Bukarest     | Constantin Toma, Vasile Zavoda, Alexandru Apolzan (43. Traian Ivănescu), Victor Dumitrescu, Ștefan Balint, Tiberiu Bone, Victor Moldovan, Francisc Zavoda, Nicolae Drăgan, Iosif Petschovski, Petre Moldoveanu Cheftrainer: Gheorghe Popescu |
| Flacăra Ploiești | Carapeț, Gheorghe Pahonțu, Gheorghe Petrescu, Garbelotti, Daniel Peretz, Traian Iordache, Florea Fătu, Constantin Titi Popescu, Augustin Botescu, Bădin (75. Pavel Bădulescu-Bardatz) Cheftrainer: Ilie Oană                                 |